# 关帝园蛛
关帝园蛛（学名：Araneus guandishanensis）为园蛛科园蛛属的动物。在中国大陆，分布于山西等地。该物种的模式产地在山西关帝山。